# Affidamento condiviso
L'affidamento condiviso è un istituto giuridico presente in diversi ordinamenti nazionali che regola l'affidamento dei figli e quindi l'esercizio della responsabilità genitoriale in caso di cessazione di convivenza dei genitori ad esempio in caso di separazione o divorzio.
In generale, comunque, a livello internazionale già dagli anni '80 si distingueva tra affidamento legalmente condiviso (joint legal custody) (senza necessariamente un equilibrio dei tempi di coabitazione e cura tra le due figure genitoriali) e affido materialmente condiviso (joint physical custody), decisamente meno diffuso, che prevede che i tempi di coabitazione e cura siano compresi almeno tra il 33 e il 66% (fino al 50-50 dell'affido paritetico).

## Disciplina normativa

### Italia
In Italia la materia è disciplinata dalla legge 8 febbraio 2006, n. 54, recante «disposizioni in materia di separazione dei genitori e affidamento condiviso dei figli»; in precedenza era contemplato l'affidamento congiunto, previsto dall'art. 6 della legge sul divorzio (n. 898/1970).

### Belgio
In Belgio la legge del 2006 volta a favorire la domiciliazione paritaria (hébergement égalitaire) ha avuto buoni riscontri. Premesso che l'affido è normalmente condiviso, possiamo stimare (secondo lo psicologo Jan Piet de Man) la percentuale di affidi materialmente paritetici al 30% (nel 2015), con tendenza all'aumento, visti i buoni risultati. In particolare un dossier realizzato nei distretti giudiziari di Bruxelles e Charleroi, ha evidenziato complessivamente nel 2011 una media del 20,94% (era il 10% nel 2004), sebbene per la maggior parte conseguente ad accordi dei genitori (che privilegiavano questa forma nel 28% dei casi) piuttosto che a imposizione del giudice (che lo sanciva nel 12,8% dei casi). La domanda di affido paritetico nell'inchiesta di Bruxelles e Charleroi risultava rifiutata nel 63% dei casi dal magistrato. Le principali motivazioni erano nell'ordine: giovane età della prole, attesa di indagine dei servizi sociali, eccessiva conflittualità genitoriale, necessità di una progressività, necessità di maggior permanenza presso l'ambiente materno, situazione logistica o lavorativa inidonea, lacune educative. Nel 37% veniva invece accolta dal magistrato con le seguenti motivazioni: assenza di condizioni ostative, bisogno di rapporti veramente equilibrati coi genitori, parere del minore di oltre 12 anni d'età, affido alternato già in atto da tempo. La residenza, come ricorda Jan Piet de Man, è sempre unica e presso uno solo dei due genitori. Il grosso problema evidenziatosi in Belgio, come ha ricordato l'esperto internazionale Vittorio Vezzetti presso l'Europarlamento il 23 ottobre 2013, è stato che, non essendo esplicitamente prevista dalla legislazione una misura intermedia, ai figli cui non è consentita una divisione paritetica del tempo fra i due genitori, spesso viene riconosciuto solo il week end alterno col genitore meno coinvolto. Così, ancor oggi, in Belgio quasi il 50% dei minori vede uno dei genitori solo due week end al mese.

### Francia
La legge 4 marzo 2002, n. 305, regola la «residenza alternata» dei minori (résidence partagée). Essa si è comunque dimostrata ancora insufficiente a colmare le lacune della legge sull'affidamento legalmente condiviso che la precedeva. Infatti in Francia attualmente il giudice ordina l'affido esclusivo in circa il 5% dei casi (meno del 2% in caso di divorzio di coniugi, meno del 7% in caso di separazione di coppia convivente). L'affido condiviso riguarda il restante 95% dei casi. Il 10% di questi si sviluppa in un collocamento primario presso il padre (nella metà dei casi per rinuncia esplicita della madre o, nell'altra metà dei casi, per motivi oggettivi dovuti a malattia o altra impossibilità). L'affido alternato (nella maggior parte dei casi una settimana col padre e una con la madre, ma esistono anche forme diverse, non così rigidamente paritetiche e più assimilabili a una “physical joint custody”) nel 2009 si è verificato nel 16,9% dei casi (percentuale tra le più alte d'Europa) con tendenza in lento aumento (dato ufficiale tratto dalle Statistiques des Jurisdictions) ed è sempre più frequente nei divorzi consensuali che per imposizione del giudice; il collocamento presso la madre si è avuto nel 72% dei casi. Come ricordato dal professor Grangeat di Grenoble, la Francia è anche l'unico Paese al mondo con la doppia residenza per i figli di separati, ma questo non ha avuto la minima ripercussione sui tempi di coabitazione e cura che sono rimasti invariati, sebbene sia un passo molto significativo nel promuovere il diritto del minore a vedere riconosciuta una maggiore parità tra i genitori nei rapporti con le istituzioni e la società.

### Svezia
La situazione qua è molto diversa e i bambini svedesi godono di maggiore equità nell'accesso alle due figure genitoriali. Benché la legge preveda la parificazione dei sessi fin dal 1974, solo nel 1989 (comunque 17 anni prima che in Italia), venne promulgata una legge sull'affidamento condiviso. Essa mostrò subito le stesse criticità che in Italia manifestò poi la legge n. 54/2006 e fu quindi modificata. I risultati furono brillanti: mentre prima del 1989 la percentuale di affidi paritetici era stimata all'1%, dopo il 1989 salì solo al 4%, mentre con le modifiche del 1998, tese a privilegiare l'affido materialmente condiviso, salì rapidamente fino a raggiungere l'attuale 40% (2015).
Il sistema svedese comporta un forte ricorso al divorzio consensuale: l'abitudine alla mediazione familiare, l'autonomia economica delle donne, il riconoscimento della genitorialità maschile, una sostanziale intercambiabilità dei due sessi fa sì che in oltre il 90% dei casi il divorzio sia da subito consensuale. L'affido legalmente condiviso è la regola e comporta - più spesso per comune accordo di padre e madre - tempi paritetici di frequentazione dei genitori in circa il 40% dei casi (nel 2015, come detto; risultava il 17,4% nella ricerca di Bjarnason e Arnarsson), praticamente un record europeo assimilabile ai valori dello Stato di Washington o del Wisconsin.
Molti altri minori hanno una "physical joint custody" (con tempi superiori al 30-35% del totale presso il secondo genitore).
Secondo una casistica - riferentesi a 3 800 casi della Svezia meridionale - della locale associazione MinPappa, raccolta da Vittorio Vezzetti e citata presso l'Europarlamento, nel momento in cui la famiglia divisa si reca in tribunale per una causa giudiziale, emergono ancora differenze significative di trattamento (in questa frazione di casi l'affidamento esclusivo materno raggiunge circa l'80% a fronte del 10% circa di quello paterno e del 10% di quello condiviso).
Quindi molti genitori, pur non praticando l'affido alternato e i tempi paritetici, si accordano consensualmente per ampi diritti di frequentazione ed educazione dei figli ma dobbiamo anche dire che se il provvedimento viene emesso dal tribunale dopo una (come detto, rara e autoselezionata) causa giudiziale, esso non pare poi completamente diverso dai consueti standard: due week end lunghi al mese (dal pomeriggio del venerdì alla mattina del lunedì), un pomeriggio infrasettimanale con eventuale pernottamento, due o tre settimane d'estate, sette giorni a Natale e quattro a Pasqua. Possiamo riassumere in questa modesta frazione di casi un 20-25% del tempo totale presso il genitore less involved o non collocatario. In questa frazione si trova anche la maggior parte dei minori che perdono contatto con uno dei genitori (si tratta comunque, se raffrontato ad altri Paesi, di un valore basso: il 14%).
L'affido alternato viene ordinato non in default al termine di una causa giudiziale (benché si debba dire che le rare situazioni che finiscono a giudizio siano spesso casi particolari, non riconducibili alla generalità dei divorzi) anche se esso assolutamente non rappresenta un tabù, come per esempio in Italia.
Quello che anche in Svezia, come un po' dappertutto, viene lamentato è che, a fronte di condotte ostruttive e atteggiamenti manipolatorî volti a indurre il rifiuto dell'altro genitore, non vi sia un'efficace politica di sanzionamento e perciò anche nel modello scandinavo capita che parecchi minori perdano contatto coi genitori.

### Ordinamento europeo
Il diritto dell'Unione europea non prevede competenze in tema di Diritto di famiglia. In tal modo si spiega la sostanziale anarchia con situazioni estremamente differenti da Paese a Paese come mostrato presso l'Alto Commissariato delle Nazioni Unite da Vittorio Vezzetti. In tal senso si è espressa anche l'europarlamentare italiana Sonia Alfano con un'interrogazione alla Commissione Europea.

## Danni alla salute derivanti dal divorzio in presenza di figli minori
Vittorio Vezzetti in un recente intervento presso il Consiglio d'Europa, ha evidenziato i danni inerenti al divorzio dei genitori obiettivati dalla letteratura scientifica internazionale: danni ormonali, bioumorali e anche sanitari, che possono manifestarsi persino dopo 10 o 20 anni. Tale approccio affronta la tematica da una prospettiva nuova rispetto a quanto normalmente si verifica in Italia: nei Paesi scandinavi, ad esempio, il divorzio in presenza di figli minori viene trattato prioritariamente come un tema di salute pubblica (Public Health), si svolgono vastissime ricerche epidemiologiche comparative che puntano anche ai danni biologici, medici, psicologici e sociali della monoparentalità, né in tali Paesi la giurisprudenza contesta il frutto della ricerca, bensì vi si adegua con scarse interferenze. In Italia invece il problema è erroneamente considerato perlopiù un tema di diritto di famiglia, e fintantoché non si sarà risolto tale equivoco di fondo, l'adeguamento a realtà più evolute risulterà difficile.